# Dzmitry Platnitski
Dzmitry Platnitski (parfois en russe : Dmitry Plotnitsky, Дмитрий Плотницкий, né le 26 août 1988 à Brest) est un athlète biélorusse, spécialiste du triple saut.
Mesurant 1,89 m pour 80 kg, son record est de 16,91 m, obtenu lors de la Coupe de Biélorussie le 22 mai 2010 (vent favorable + 1,4 m/s).
En 2007, il avait battu le record national junior, en 16,62 m lors des Jeux universitaires mondiaux à Bangkok. La même année, il obtient la médaille de bronze lors des Championnats d'Europe juniors d'athlétisme 2007.
En 2012, il réussit à Kalamata un saut à 16,85 m (+ 1,6 m/s) ce qui lui permet d'être qualifié avec le minima B pour les Jeux olympiques de Londres au détriment du médaillé de bronze aux Championnats d'Europe à Helsinki, Aliaksei Tsapik. Il termine 7e à Helsinki et 12e en finale à Londres.
Il avait participé aux Jeux de Pékin en obtenant 16,51 m en qualifications.